# Мірамічі (річка)
 Міраміч́і  (фр. Rivière Miramichi, англ. Miramichi River) — річка у провінції Нью-Брансвік, Канада. Площа басейну — 13 000 км².
Бере початок у горах Аппалачі. Річка тече до міста Мірамічі, де впадає у затоку Мірамічі.